# カフェ・オ・レ
- カフェ・オレ
- カフェオレ

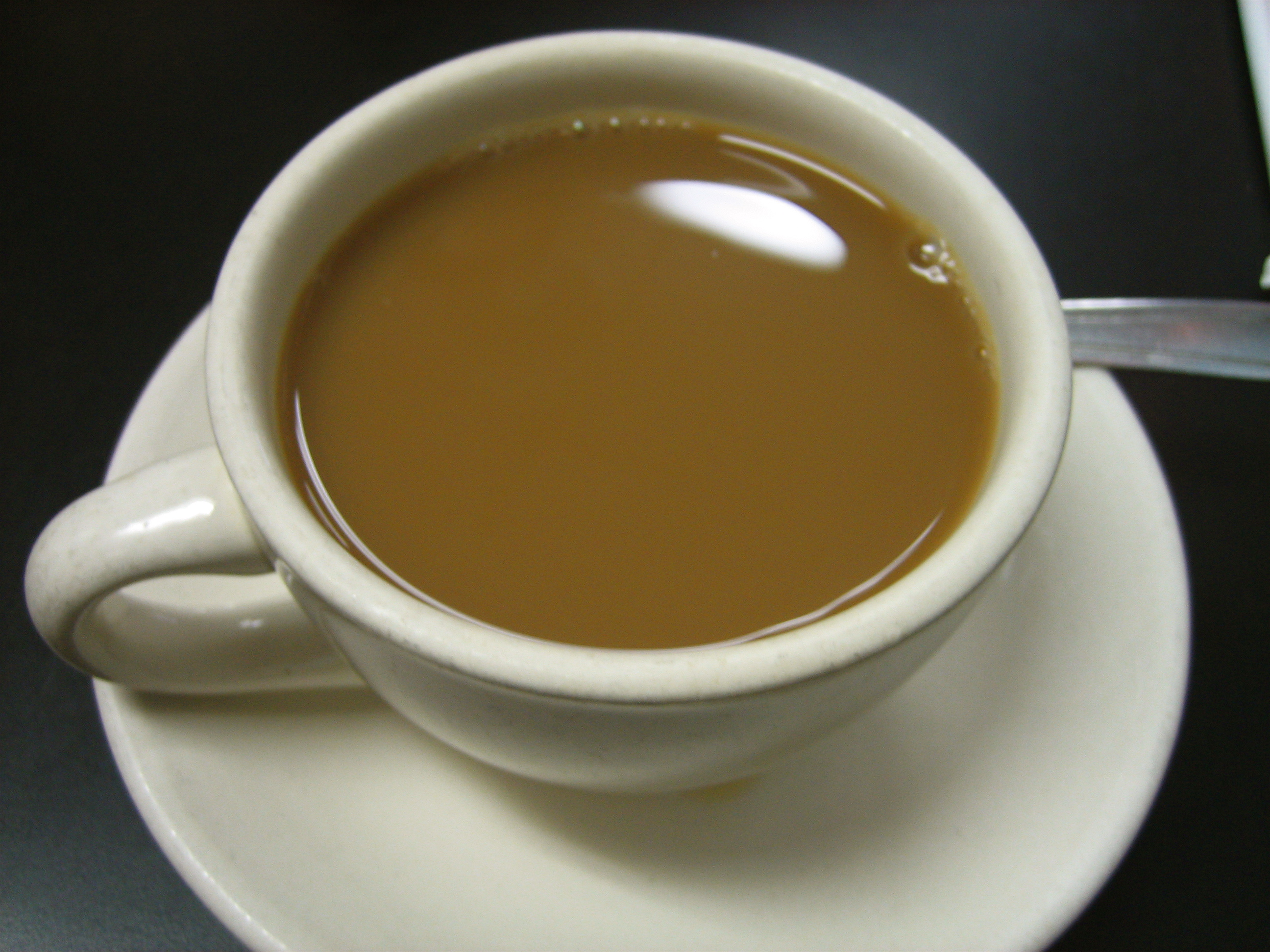
カフェオレ

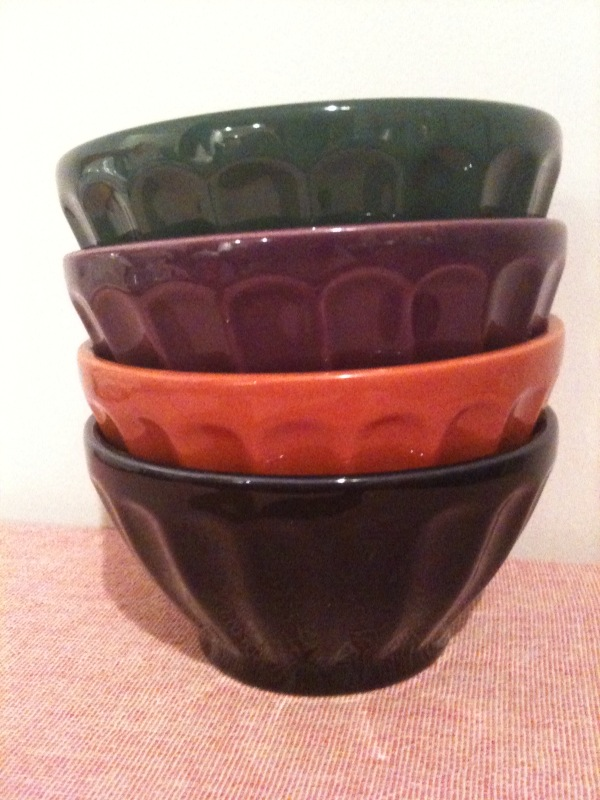
本場フランスの家庭で使われるカフェオレ・ボウル

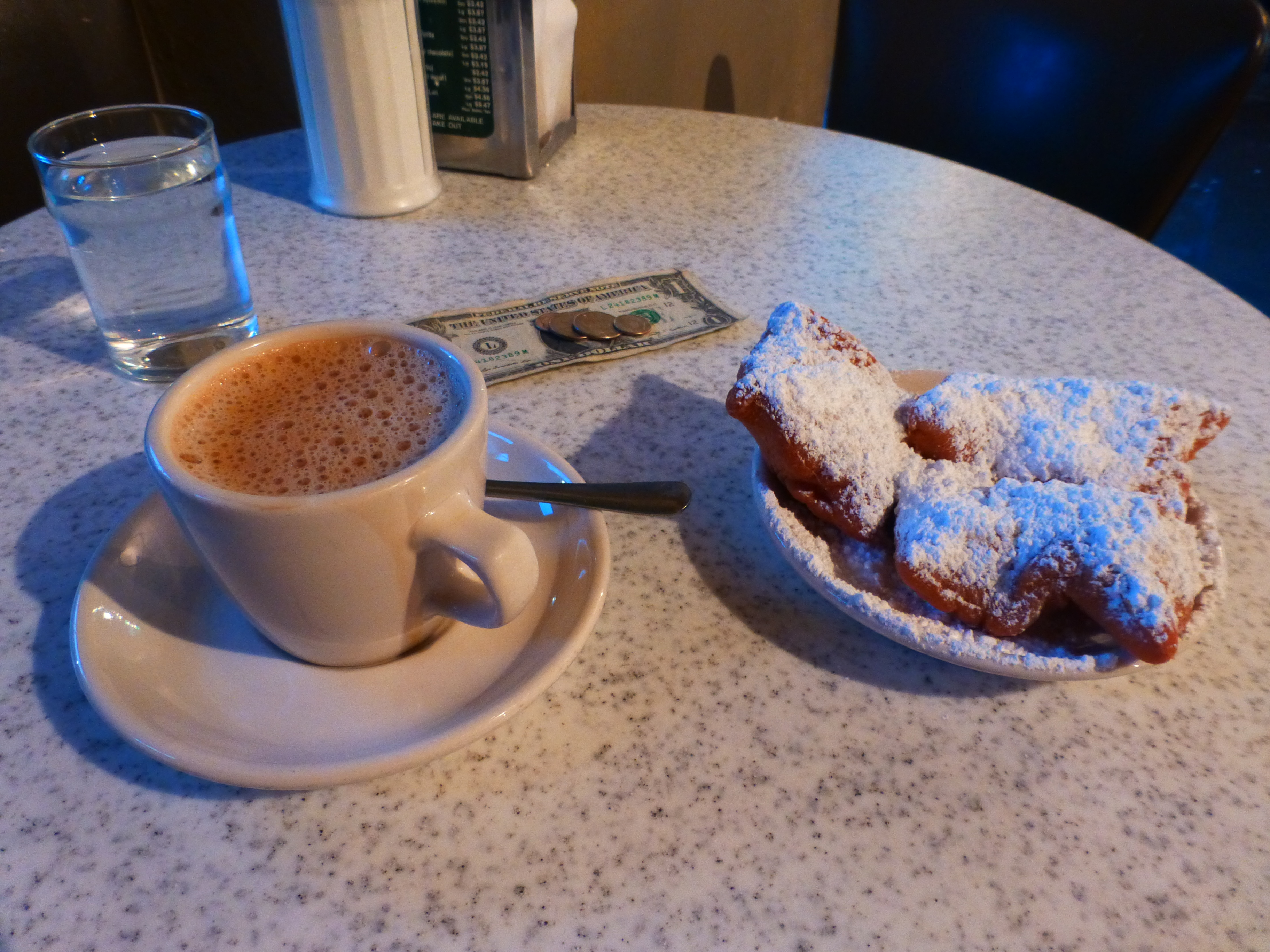
米国の中でもフランス文化が色濃く残るニューオーリンズの店舗で提供されたカフェ・オ・レ

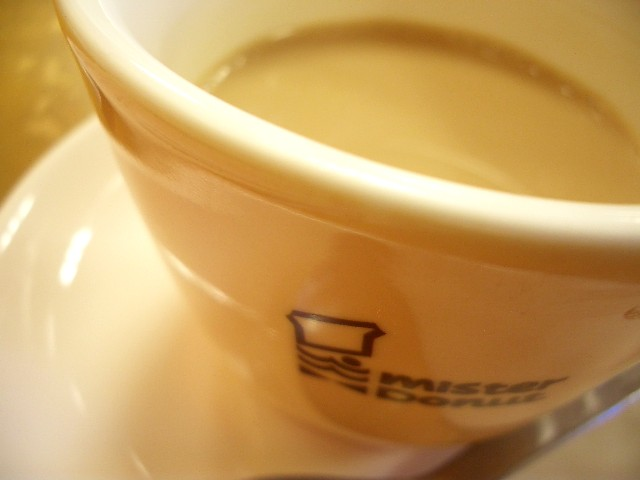
ミスタードーナツで提供されたカフェ・オ・レ

カフェ・オ・レ（フランス語: café au lait）は、濃く淹れたコーヒー（現代フランスでは通常エスプレッソ〈直火式モカエキスプレスを含む〉が用いられるがそれ以外の抽出方法でもよい）と温かい牛乳を、基本的には同量程度混合した飲料である。フランスで好まれるコーヒーの飲み方である。
フランス語で "café カフェ" はコーヒーのことであり、"au オ" は前置詞 "à" +男性型単数形定冠詞 "le" の縮約型であり、"lait レ" は牛乳のことである。
フランスでは基本的に牛乳とコーヒーが同量のものを指すが、牛乳がやや少なめでも「カフェ・オ・レ」と呼ばれる。牛乳が少量の場合には「カフェ・ノワゼット」と呼ばれる（ノワゼットはフランス語でヘーゼルナッツの意味）。反対に牛乳のほうがコーヒーよりも多い場合は「カフェ・ランベルセ」と呼ばれる（「逆さまのコーヒー」の意味）。

## 概要
濃く淹れたコーヒーと熱い牛乳を、基本的にはほぼ同量、カップに同時に注ぐ。
コーヒーは17世紀半ばにフランスに伝来したが、フランス人の口には苦いものであった。これを飲みやすくするために当初は砂糖やはちみつを入れていたが、1685年にグルノーブル王付きの医師のMonin（モナン）がコーヒーの苦味を抑えるために、牛乳を入れることを思いついたのがカフェ・オ・レの始まりである。フランスの家庭では、大人も子供も朝食時にカフェ・オ・レをたっぷりと飲むのを好む人が多い。起床後、目を覚ますために濃いコーヒーを飲みたいが、朝のすきっ腹に濃いコーヒーは胃に刺激が強いため、牛乳で和らげ飲みやすくしたものである。フランスでは、カップではなく「カフェ・オ・レ・ボウル」でたっぷりと飲まれることが多い。

## 類似のコーヒー飲料
カフェ・オ・レはコーヒーと牛乳を混ぜたもの全般を指す。
カフェ・クレーム（café crème）
コーヒーにクレーム（＝フォームドミルク）を入れたもの。カフェ・オ・レの一種で、カフェのメニューとしては通常こちらが用いられ、業務用エスプレッソマシンによるコーヒーとスチームによって泡立て/加熱されたミルクが使われる。
カフェ・ノワゼット（café noisette）
エスプレッソに牛乳を少量加えたもの。コーヒーの色がヘーゼルナッツ色となることから。
カフェ・ランベルセ（café renversé）
牛乳の量のほうがコーヒーの量よりも多いもの（「さかさまのコーヒー」「逆コーヒー」という意味）。
日本で2014年に出版された「暮らしのフランス語単語8000」には「フランス語ではカフェ・クレーム（café crème）が一般的であり、café au laitはあまり用いられない」と記述されているが、フランス語の正確な意味としては、カフェ・クレームはあくまで泡立てたミルク（フォームド・ミルク）を注いだコーヒーを指す。ただし、現代フランスのカフェや飲食店で提供されるコーヒーはほとんどの場合エスプレッソが使われ、ミルクはフォームを伴ったスチームミルクであるため、実際のところカフェ・クレームとカフェ・オ・レに違いはない。なお、フォームドミルクを注いだ飲み物は、イタリア語ではカフェ・ラッテもしくはカプチーノと呼ばれ、日本ではこちらの呼称が多用される傾向にある。